# Regiões da Inglaterra
Na Inglaterra, as regiões são o mais alto nível de divisão sub-nacional utilizado pelo governo central. Entre 1994 e 2011, nove regiões tinham oficialmente delegadas funções dentro governo do Reino Unido. Embora eles já não cumpram esse papel, eles continuam a ser usados para determinados fins administrativos. Eles definem áreas (círculos eleitorais), para efeitos de eleições para o Parlamento Europeu. A Eurostat também os usa para demarcar o primeiro nível da Nomenclatura Comum das Unidades Territoriais Estatísticas (NUTS), regiões dentro da União Europeia. As regiões geralmente seguem os limites de "regiões padrões" estabelecido na década de 1940.
A região de Londres é coincidente com a área administrativa da Grande Londres, que tem eleição diretamente para o prefeito e a Assembleia de Londres. As outras oito regiões têm placas dos líderes das autoridades locais, que têm poderes limitados e funções delegadas por departamentos do governo central, com membros nomeados pelos corpos do governo local. Estas placas substituem indiretamente os eleitos das câmaras regionais, que foram estabelecidos em 1998 e empreendeu uma série de funções de coordenação, de lobby, de controle e de planejamento estratégico até a sua abolição em 2010.
Cada região também tinha uma função de governo com alguma responsabilidade pela coordenação da política, e, de 2007 a 2010, cada um também tinha seu próprio ministro regional temporário, no âmbito do Governo. Em 2009, a Câmara dos Comuns estabeleceu um comitê regional selecionado para cada uma das regiões fora de Londres. Esses comitês deixaram de existir após a dissolução do parlamento em 12 de Abril de 2010 e não foram restabelecidas pela nova casa eleita. Ministros regionais não foram reconduzidos pela entrada de coligação do governo e os escritórios do governo foram abolidas em 2011.
A partir de 2011, em algumas regiões foram introduzidas autoridades combinadas (tipo de governo local), que têm responsabilidades semelhantes às que tinham câmaras regionais anteriores, mas que também receberam funções extras do governo central, com relação às políticas econômicas e de transporte.

## Origem
Depois de cerca de 500 d.C, a Inglaterra era composta por sete territórios anglo-saxões - Northumbria, Mércia, East Anglia, Essex, Kent, Sussex e Wessex - muitas vezes referida como a heptarquia. Os limites de alguns deles, que mais tarde foram unificados como o Reino da Inglaterra, cerca de coincidir com os de regiões modernas. Durante O Protetorado de Oliver Cromwell na década de 1650, a regra dos principais-Gerais criou regiões de dimensões semelhantes às regiões modernas.
Propostas de regiões administrativas dentro Inglaterra foram debatidas pelo governo britânico antes da Primeira Guerra Mundial. Em 1912, o Ato do Terceiro Autogoverno estava passando através do parlamento. O ato era esperado para introduzir um parlamento na Irlanda, e, como consequência, chamadas foram feitas para introduzir estruturas semelhantes na Grã-Bretanha. Em 12 de setembro, o Primeiro Lorde do Almirantado Winston Churchill, fez um discurso em que ele propôs 10 ou 12 parlamentos regionais para o Reino Unido. Dentro Inglaterra, ele sugeriu que Londres, Lancashire, Yorkshire e Midlands fariam regiões naturais. Embora a criação de parlamentos regionais nunca se tornou politicamente oficial, foi por um tempo amplamente esperado. Na década de 1930, vários sistemas concorrentes de regiões foram adotados pelo governo central para fins como censo de população, agricultura, abastecimento de eletricidade, a defesa civil e a regulamentação do tráfego rodoviário.  Em 1946, nove regiões padrões foram criadas, em que instituições do governo central eram esperadas empresas legais e os organismos regionais a cooperar. No entanto, estes tinham diminuído em importância no final da década de 1950.
A criação de alguma forma de províncias ou regiões na Inglaterra foi um tema intermitente do pós-guerra. O Relatório Redcliffe-Maud propôs a criação de oito províncias na Inglaterra, que iria ver o poder do governo central desconcentrado. A administração de Edward Heath na  década de 1970 não criou uma estrutura regional no Ato 1972 de Governo Local, à espera da Comissão Real sobre a Constituição, após o que os esforços do governo concentraram-se em um acordo constitucional na Escócia e País de Gales para o resto da década. Na Inglaterra, a maioria da Comissão sugerida pela coordenação e assessoria dos conselhos regionais para a Inglaterra, que consiste em grande parte de representantes eleitos por sufrágio indireto das autoridades locais e operando ao longo das linhas do conselho consultivo galês. Um quinto dos conselhos consultivos seriam nomeados pelo governo central. Os limites propostos foram os "oito agora [em 1973] existente para fins de planejamento econômico, modificada para fazer limites para se conformar com a nova estrutura do condado". Um relatório da minoria por Lord Crowther-Hunt e Alan T. Peacock sugeriu, em vez de sete assembleias e governos regionais dentro de Grã-Bretanha (cinco dentro da Inglaterra), o que levaria mais de quantidades substanciais do governo central.
Alguns elementos do desenvolvimento regional e planejamento econômico começaram a ser estabelecidos na Inglaterra a partir de meados dos anos 1960 em diante. Na maioria das regiões padrão, os conselhos de planejamento econômico e comissões foram criadas, composto por membros nomeados das autoridades locais, empresas, sindicatos e universidades, e no início de 1970 estes produziram uma série de estudos de planejamento regional e sub-regional. Essas instituições continuaram a funcionar até que elas foram abolidas pelo entrante governo conservador em 1979. No entanto, em meados da década de 1980 as autoridades locais na maioria das regiões haviam estabelecido conjuntamente conferências permanentes para tratar de questões de ordenamento do território. As iniciativas regionais foram amparados em 1986 pelo Livro Verde do Governo e em 1989 pelo Livro Branco sobre o futuro dos planos de desenvolvimento, que propôs a introdução de uma forte orientação regional no âmbito do sistema de planejamento, e pela emissão do Governo de Orientação Estratégica, a nível regional, a partir de 1986.

## Lista de regiões
| Nome                | População  | % de aumento nos últimos 10 anos (Censo de 2011) | Área km² | Dens. pop. /km² | Receita bruta anual (£) 2014 | % de pedidos de Apoio ao Rendimento em Agosto de 2012) | % em Agosto de 2001 |
| ------------------- | ---------- | ------------------------------------------------ | -------- | --------------- | ---------------------------- | ------------------------------------------------------ | ------------------- |
| Sudeste             | 8 634 750  | 7,9%                                             | 19 095   | 452,20          | 28 629                       | 3,0%                                                   | 5,4%                |
| Londres             | 8 173 941  | 14,0%                                            | 1572     | 5199,71         | 35 069                       | 5,3%                                                   | 10,1%               |
| Nordeste            | 7 052 177  | 4,8%                                             | 14 165   | 497,86          | 25 229                       | 5,3%                                                   | 10,4%               |
| Leste               | 5 846 965  | 8,5%                                             | 19 120   | 305,80          | 26 830                       | 3,5%                                                   | 6,2%                |
| Midlands Ocidentais | 5 601 847  | 6,4%                                             | 13 000   | 430,00          | 24 920                       | 5,1%                                                   | 9,2%                |
| Sudoeste            | 5 288 935  | 7,3%                                             | 23 829   | 221,95          | 25 571                       | 3,3%                                                   | 6,8%                |
| Yorkshire e Humber  | 5 283 733  | 6,4%                                             | 15 420   | 342,65          | 24 999                       | 5,2%                                                   | 9,3%                |
| Midlands Orientais  | 4 533 222  | 8,7%                                             | 15 627   | 290,09          | 25 027                       | 4,2%                                                   | 7,7%                |
| Noroeste            | 2 596 886  | 3,2%                                             | 8592     | 302,24          | 24 876                       | 6,1%                                                   | 11,6%               |
| Inglaterra          | 53 012 456 | aumento global: 7,88%                            | 130 395  | 406,55          | 27 487                       | média global: 4,45%                                    | média global: 8,32% |